# 면허
면허(免許) 또는 라이선스(영어: license)는 특정한 일을 할 수 있는 독점적인 자격을 행정 기관이 허가하는 일이다. 이를 증명하기 위해 면허증을 발급해 준다.
면허증이 있는 분야의 경우 면허증이 없는 사람은 법적으로 그 일을 할 수 없으나, 자격증의 경우 그것이 없다고 해도 반드시 그 일을 법적으로 금하지 않는다. 일부의 경우 자격증 취득 후 해당 자격증에 따른 면허증을 별도로 발급을 받아야 업무 수행이 가능한 경우도 있다.

## 면허의 종류

### 학위 관련 면허
대한민국에서 전문직 면허를 위해 대학교육 과정이 있는 면허이다. 대학 이상의 학위 과정이 있어서 학위과정을 마친 사람만 면허 시험에 응시할 자격이 주어지는 면허이다. 국가가 관리하는 면허는 의사와 간호사, 약사, 영양사,안경사, 임상병리사 등이 있다. 수술과 치료 행위는 의사 면허를 지닌 사람만이 할 수 있고, 검체 및 생체는 임상병리사가 할 수 있다. 간호 행위 역시 간호사 면허가 있어야 하며, 약 조제 또한 약사 면허가 있는 사람만 가능하다. 시력에 맞는 안경 제작도 안경사 면허가 있어야 가능하다.

### 시험 과정 면허
그 외 국가 관리의 필기와 실기 시험을 통과해야 하는 면허는 운전과 기계 운영, 설비 관리, 보건, 복지 관련 면허 등이 있다. 차량운전은 면허가 있는 사람만 가능하며, 운전 면허가 없는 사람이 운전한 경우에는 형사처벌을 받는다. 기타 전문 차량과 설비 관련 직종의 면허 역시 면허를 지닌 자만 조정이나 관리 업무를 수행할 수 있다.
가장 일반적인 면허는 운전면허이다. 간단한 교육과 필기와 실기 시험만 통과하면 받는 면허증이다. 운전면허증은 신분증으로 활용할만큼 일반적인 면허증이나, 분명한 면허이므로 운전면허증을 받지 못하는 자는 법적으로 운전을 못한다. 운전에 능숙한 사람이라도 운전면허가 정지되거나 상실되면 무면허 상태이므로 운전을 할 수 없다.

### 면허에 준하는 자격
변호사의 경우는 학위과정을 거치고 시험을 통과해야 하는 자격증이다. 하지만 자격과 면허를 구분하기에 모호한 부분이 있다. 우리나라 형법에서는 법정에서 피고가 자신 스스로 변호할 권리를 보장하며, 동시에 변호받을 권리도 보장한다. 변호사가 아니어도 피고가 스스로 법정에서 변호할 수 있다. 이런 법률구조를 따라 구분하면 변호사는 전문 자격이다.
하지만 법률 관련 업무를 수행하는 경우나, 대리인으로 업무를 이행하는 경우, 법률 관련 전문 공무원인 판사나 검사가 되기 위해서는 변호사 자격이 필수적이다. 따라서 변호사는 자격이지만 면허의 성격도 지닌다.

## 법적 의미
법적으로는 '허가'를 뜻하는 경우와 '특허'를 뜻하는 경우가 혼재한다.
- 허가 - 일반적으로 금지되어 있는 행위를 특정한 경우에 허가하는 행정 행위 (하명 행위)
- 특허 - 특정한 권리를 설정하는 행정 행위 (설권 행위)

## 라이선스
영어 낱말 라이선스(license)는 한국어의 '면허'에 해당하지만, 한국어에서 외래어 용례로 '라이선스'를 사용할 때는 주로 지적 재산권의 이용허락을 의미하는 경우가 많다.

### 재산법에서 의미
다른 사람 소유의 토지에 무단침입으로 간주되지 않고 출입할 수 있는 권리를 말한다. 라이선스는 토지에 대한 권리가 아니고 단순한 특혜에 불과하여 라이선스 부여자의 결정하에 언제든지 철회가 가능하다. 단 라이선스를 부여받은 자가 다른 권리와 결부되어 라이선스를 받은 경우나 라이선스를 신뢰하여 그를 기초로 다른 행위를 한 경우 철회할 수 없다.

## 같이 보기
- 면허 생산(영어판)
- 지적 재산권
- 자동차 운전면허
- 건설기계 조종사 면허
- 라이선스 호환성
- 소프트웨어 사용권